# Coen Boerman
Coen Boerman (Tubbergen, 11 november 1976) is een voormalig Nederlands wielrenner. Hij was beroepswielrenner van 2000 tot en met 2002.

## Wielerloopbaan
Van 1996 t/m 1999 reed hij voor het beloften Rabobankteam van Nico Verhoeven. Bij de beloften behaalde Boerman verschillende overwinningen zoals Rund um Köln, de 10e rit in Olympia's Tour (1997), de Omloop van het Zuiden, Gent-Ieper (1998), de Rabobank Topcompetitie in Nederland (1998) en de openingsrit van de Circuit des Mines (1999).
In 2000 kreeg hij een profcontract bij Rabobank. In zijn debuutjaar behaalde hij geen noemenswaardige uitslagen. Hij mocht deelnemen aan de Giro, maar hij haalde de eindstreep niet. Omwille van een ziekte van zijn vader keerde hij voortijdig terug naar Nederland.
In 2001 won hij het criterium in Pijnacker en werd hij 14de in de Ronde van Zweden. In 2002 behaalde hij de overwinning in de tijdrit van Guldensporentweedaagse voor Erik Dekker en Bradley McGee maar zijn contract werd niet verlengd. Boerman beëindigde toen zijn carrière.

## Belangrijkste overwinningen
1997
- 9e etappe Olympia's Tour

1998
- Deinze-Ieper
- Internatie Reningelst

1999
- 1e etappe Omloop van Lotharingen

2002
- 1e etappe Guldensporentweedaagse

## Resultaten in voornaamste wedstrijden
| Jaar | Ronde van Italië | Ronde van Frankrijk | Ronde van Spanje |
| ---- | ---------------- | ------------------- | ---------------- |
| 2000 | opgave           |                     |                  |
| 2001 |                  |                     |                  |
| 2002 |                  |                     |                  |

| Jaar | Gent-Wevelgem | Ronde van Vlaanderen | Parijs-Roubaix | Parijs-Brussel |
| ---- | ------------- | -------------------- | -------------- | -------------- |
| 2000 |               |                      |                |                |
| 2001 | 52e           |                      | 51e            | 99e            |
| 2002 | 71e           | opgave               | opgave         |                |